# فرست کنیدین پلیس
فرست کنیدین پلیس، (به انگلیسی: First Canadian Place) آسمان‌خراش ۷۲ طبقه به ارتفاع ۲۸۹ متر، با کاربری اداری-تجاری است، که در شهر تورنتو، انتاریو، کانادا مستقر می‌باشد. پروژه ساخت این ساختمان در سال ۱۹۷۵ تکمیل و افتتاح گردید. فرست کنیدین پلیس هم‌اکنون سومین ساختمان بلند کانادا بشمار می‌آید.